# 津河 (呼兰河)
津河，位于中华人民共和国黑龙江省中部，是呼兰河左岸支流，发源于庆安县西南民乐镇彭家岗屯西，向西流过姜家油房后进入绥化市北林区，流入卧龙湖水库，出库后向西北流经津河镇，在松林村北汇入呼兰河。河流全长44千米，流域面积192平方千米，河道平均比降4.55‰，年均径流量0.14亿立方米。津河两岸均为耕地，主要种植玉米、大豆、水稻。